# Río Aransas
El río Aransas es un río corto en el sur de Texas en los Estados Unidos. Irriga una área de las planicies costeras del sur de Texas y desemboca en el golfo de México. Nace en el condado de Bee, al suroeste de Beeville y al norte de Skidmore, a partir de la confluencia de tres arroyos: Olmos, Aransas y Poesta. Fluye generalmente hacia el sur y sureste siguiendo un curso muy sinuoso, ingresando a la bahía Copano en el golfo de México a lo largo de la línea del condado de Refugio-Aransas, aproximadamente 10 millas (16 km) al noroeste de Rockport.
Durante parte del período en que Texas fue un estado mexicano, el Aransa formaba el límite suroeste, separándolo del vecino estado mexicano de Coahuila.
Hay buena pesca en este río en Woodsboro.